# 루 그램
루 그램(영어: Lou Gramm, 1950년 5월 2일 ~ )은 미국의 록 싱어송라이터로, 1977년부터 1990년까지, 1992년부터 2003년까지 록 밴드 포리너의 리드 싱어로 가장 잘 알려져 있다.

## 어린 시절
루이스 앤드루 그라마티코는 1950년 5월 2일 뉴욕주 로체스터에서 가수 니키와 밴드 리더이자 트럼펫 연주자 베니 그라마티코의 아들로 태어났다. 그는 로체스터에 있는 게이츠칠리 고등학교에 다녔고, 1968년 졸업과 함께 먼로 커뮤니티 칼리지에서 교육과 예술을 전공했다.

## 사생활
1992년, 그램은 약물 재활을 마친 후 다시 기독교인이 되었다.
1997년 4월, 그램은 두개인두종이라고 불리는 뇌종양의 일종으로 진단받았다. 비록 그 종양은 양성이었지만, 그 결과로 생긴 수술은 그의 뇌하수체를 손상시켰다. 게다가, 회복 프로그램은 그램의 몸무게를 증가시켰고, 마찬가지로 그의 체력과 목소리에 영향을 주었다.
2017년 기준으로, 그램은 로빈 그라마티코와 결혼했다. 그들은 딸이 있다. 그는 또한 이전 결혼에서 4명의 자녀를 두고 있다.

## 음반 목록

### 솔로
- Ready or Not (1987년)
- Long Hard Look (1989년)
- Lou Gramm Band (2009년)

### 포리너
- Foreigner (1977년)
- Double Vision (1978년)
- Head Games (1979년)
- 4 (1981년)
- Agent Provocateur (1984년)
- Inside Information (1987년)